# Chaenactis glabriuscula

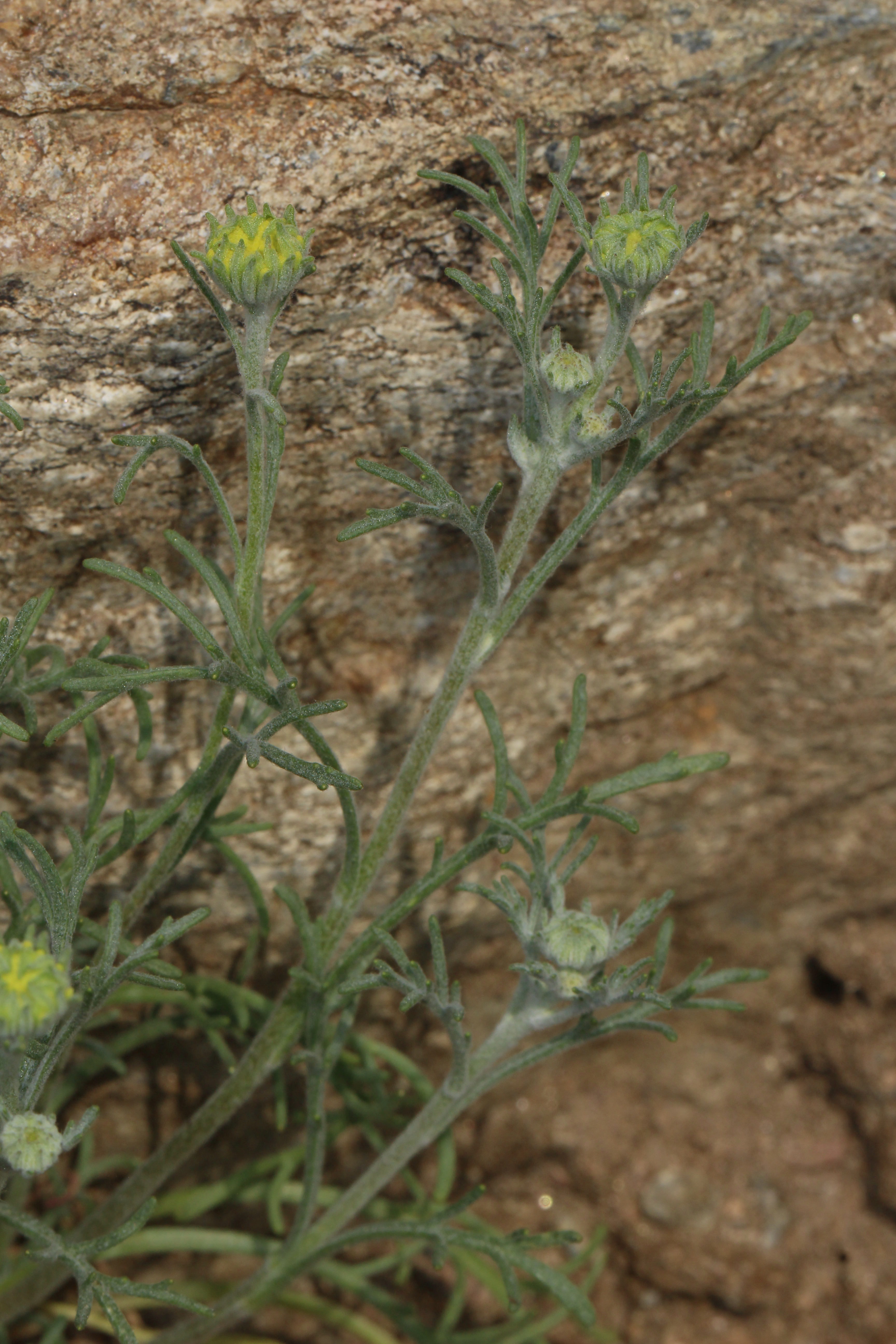
Detalle de tallos florales

Chaenactis glabriuscula, conocida como "yellow pincushion" (acerico amarillo), es una especie de plantas de la familia Asteraceae nativa de California y Baja California.

## Descripción
En general, se comporta como planta anual, llega a alcanzar 60 cm de altura.  Se ramifica poco, entre 1 a 5 tallos grisáceos o blanquecinos, erguidos o a veces postrados, presentan aspecto piloso, con lanosidad o glabros. Las hojas, a veces carnosas, son pinnadas, con los folíolos más cercanos al ápice muy pequeños y rizados. Pueden medir hasta 10 centímetros de largo. 
La inflorescencia, que surge en cimas terminales con tallos de unos 20 cm de largo es, como en todas las asteráceas, un capítulo de flores liguladas (hasta 30), las más externas grandes y planas, y las internas con anteras sobresalientes. Las corolas son de color amarillo brillante a dorado. El fruto es un aquenio que puede tener más de un centímetro de largo, incluyendo sus vilanos (o papus) en capas de escamas.
Florece de abril a junio.

### Variedades
- Chaenactis glabriuscula var. glabriuscula - De Tehama Co a Baja California
- Chaenactis glabriuscula var. heterocarpha (Torr. & Un.Gris ex Un.Gris) H.M.Sala - de Shasta Co a Ventura Co plus unos cuantos en Modoc Co + San Bernardino Co
- Chaenactis glabriuscula var. lanosa (DC.) H.M.Sala - de Fresno Co a San Diego Co
- Chaenactis glabriuscula var. megacephala Un.Gris - de Shasta Co a Naranja Co
- Chaenactis glabriuscula var. orcuttiana (Greene) H.M.Sala - costa de Ventura Co a Baja California[5]

Chaenactis glabriuscula var. orcuttiana es una variedad clasificada como endémica del ecosistema de dunas por la Native Plant Society de California con poblaciones confirmadas en partes de los condados de Ventura, Los Ángeles y San Diego. Su hábitat se limita a las playas y dunas costeras del sur de California y Baja California, donde se encuentra amenazada por la erosión producida por el tráfico humano. En los emplazamientos urbanos en la bahía de Santa Mónica, en los humedales del norte de Ballona, cerca de Venecia, y en la duna del área recreativa de Bell Avenue Sand Dune Park (~185 plantas) en Manhattan Beach, se descubrieron poblaciones de esta variedad en la primavera de 2010.

## Distribución y hábitat
Chaenactis glabriuscula crece en una amplia variedad de hábitats, como Sierra Nevada, los desiertos de Mojave y Colorado, el chaparral interior y los bosques, la zona costera y el chaparral, y las ecorregiones de chaparral montano y los bosques de California.

Crece en lugares secos, sobre terrenos arenosos y de serpentina.